# Обојене револуције
Након пада комунизма у источној Европи 1991. године у њеном већем делу десиле су се демократске промене. У многим земљама, посебно бившим републикама Совјетског Савеза и Југославије, власт су преузели реформисани комунисти, односно посткомунистички социјалисти. Након деценије на власти ти комунистички режими почели су да падају на сличан начин. Главну улогу у тим демократским револуцијама, које такви режими најчешће називају обојене револуције, одиграле су поред опозициних странака и неке невладине организације (НВО) и студентско-омладинске организације, које су делом финансирале и обучавале САД и ЕУ, које су чиниле главну ударну снагу антикомунистичког покрета који је на крају довела до пада тих посткомунистичких система.
Русија, Кина и Иран оптужују Западни свет да оркестрира обојене револуције како би проширио свој утицај.

## Основне карактеристике демократских револуција
Главну узрок за настајање демократских промена у некој земљи чини комунистички режим на чијем челу се налазе партијски лидер. Такав режим је од стране Запада (САД и ЕУ) углавном оцењен као ауторитаран, апсолутистички и диктаторски и делује супротно интересима Запада (САД и ЕУ) и саме те земље. У таквој земљи постоје и опозиционе снаге, али су оне нека разједињене и са различитим утицајем (подршком на изборима) у земљи. Сама земља се налази у некој врсти економске блокаде коју јој може увести развијенији Запад (САД и ЕУ) и због које због тога у земљи може бити још лошије.
У таквој земљи настају НВО са јасним прозападним или антирежимским програмом које отпочињу реализацију програма из домена невладиног сектора уз помоћ средстава добијених са Запада (САД и ЕУ). Настанак тог типа НВО прати и оснивање независних медија уз помоћ средстава са Запада или Истока.
Такви независни медији ускоро постају мета државе и њихов рад бива онемогућаван на све начине, оптуживајући их да радећи против њихове власти раде против интереса државе. Честе су заплене опреме, укидање струје и недостатак папира због неизмирених обавеза, а дешавају се и претње новинарима, па чак и њихова убиства под сумњивим околностима за шта опозиција у тој земљи и Запад оптужују врх комунистичког режима и њеног вођу.
У почетку демократских промена у земљи настају студенстко-омладинске организације која подржавају и залажу се за промену власти. Главне вође тих организација, понекад имају каријеру учешћа и рада у програмима НВО. Студентско-омладинске организације имају кључну улогу јер их чине млади људи који имају снаге и енергије. Основна карактеристика њиховог деловања јесу, често, духовите кампање које приказују грешке и лоше стране недемократског режима.
Претпоследњу фазу припрема за демократску промену чини удруживање опозиције и формирање јединственог демократског блока који ће се супротставити одлазећем режиму. У овом процесу могу да се умешају амбасадори земаља Запада (САД и ЕУ) у тој земљи, а и лидера опозиције и власти посећују земље Запада (САД и ЕУ) и сусрећу са представницима влада тих земаља.
Након тога удружени демократски блок у сарадњи са НВО и студенсткоомладинском организацијом отпочиње предизборну кампању за свргавање комунистичког режима демократским путем на изборима и врше припреме народа да се у случају потребе изборна воља грађана одбрани мирним демонстрацијама. Током кампање се истиче подршка Запада демократизацији земље, као и то да ће када се демократија успостави у земљи Запад (САД и ЕУ) финансијски помоћи економски опоравак државе.
Резултати избора (председничких или парламентарних) које објављује државна комисија под утицајем владајућег режима и њихови медији објављују увек још једну победу комунистичког режима или неопходност другог изборног круга. На овакве резултате демократски блок протестује и објављује своје (према којима су они победили) и позива народ да мирним протестима искаже своје незадовољство изборном крађом и захтеве за признавањем изборне воље грађана. Уколико се докаже изборна крађа то потврђују и независни посматрачи који који долазе из САД и ЕУ и других држава.
Демократска револуција постиже свој циљ када припадници мирних народних протеста заузму зграде главних државних институција, што је пропраћено непослушношћу милицијских снага режиму и они одбијају да се супротставе припадницима мирних народних протеста у њиховој жељи да одбране вољу народа. На тај начин уз помоћ мирних народних протеста, проглашавају се резултате избора, након чега емократски блок и формално преузима власт, чиме је окончан процес демократске револуције којом је са власти мирним путем са власти уклоњен комунистички режим.

## Финансирање
Финансирање ових покрета и организација врши се преко сличних организација иза којих понекад стоји влада САД, а на списку донатора се појављује и име контроверзног америчког бизнисмена Џорџа Сороша и његовог Фонда за отворено друштво.

## 5. октобарске промене (ДОС+Отпор!) 2000.

### Режим Слободана Милошевића и СПС
Уједињене нације су због његове ратне политике увеле санкције СР Југославији. Ове санкције су укинуте у другој половини 90-их, али су опстале одређене политичке блокаде и западне силе су препоручивале суздржавање од улагања у економију СРЈ.
Слободан Милошевић и његов режим је пред крај своје владавине окарактерисан од стране Западних сила као комунистички диктатор. У изјави америчкој телевизији на питање да ли је комуниста, одговорио да је комуниста целог живота.

### Настанак НВО инезависнихмедија
Већ почетком `90 у СРЈ под утицајем Џорџа Сороша и његовог Фонда за отворено друштво настају прве НВО са јасним прозападним карактером.
Средином `90 настају и први медији који су финансијски независни од државе уз помоћ капитала са Запада (САД и ЕУ). Врло брзо након настанка тих независних медија почињу и први прогони њихових новинара и покушаји укидања истих са мањим или већим успехом.

### Настанак Отпора!
Почетком октобра 1998. године на београдском универзитету настаје студентска група чији је циљ борба против новог закона о универзитету који су заједнички донели СПС и СРС. Након окончања НАТО агресије на СРЈ, ОТПОР! почиње са кампањом против Милошевића и његовог режима, у чему добија логистичку подршку са Запада (САД и ЕУ).
Током 2000. године активисти ОТПОР!а наводно су боравили у Будимпешти и Сентандреји где су их обучавали представници Запада (САД и ЕУ):
- Роберт Хелви, поручник војске САД
- Данијел Сервер, директор програма Института за мир САД

### Настанак ДОС-а
ДОС је формиран 10. јануара 2000. године у просторијама СПО у Београду. Од тог дана у ДОС су биле уједињене скоро све опозиционе странке на српској политичкој сцени.

### Избори
Према званичном извештају државне изборне комисије на изборима за председника СРЈ кандидат ДОС-а др Војислав Коштуница добио је највише гласова у првом кругу, али не и довољно (више од 50% изашлих) да би победио у првом кругу.
Остале политичке партије и независни посматрачи потврдили су његову победу у првом кругу, што је Савезна изборна комисија на крају и потврдила.

### 5. октобар
На позив ДОС-а у Београду се 5. октобра скупио се велики број људи да би мирно исказао своје незадовољство објављеним резултатима првог круга избора. Током тих демонстрација заузета је Савезна скупштина и зграда РТС, након чега су милицијске станице у Београду и остале државне установе у граду одбиле наређење бившег преседника да нападну демонстранте. Милорад Улемек и Црвене беретке, такође, нису поступиле по наређењу и нису се сукобиле са демонстрантима, као ни српска војска ни полиција.
Након, уклањања лажних листића донетих са Косова, изборна комисија је објавила нове изборне резултате по којима др Војислав Коштуница има више од 50% гласова од броја изашлих бирача и прогласила га за новоизабраног председника СРЈ са 50.24% гласова.

## Револуција ружа (Грузија, УНП + Кмара!) 2003.

### Режим Едуарда Шеварднадзеа
Едуард Шеварднадзе је био министар спољних послова СССР од 1985. до 1990. године, када је поднео оставку на то место. Иако он уз руску помоћ стаје на чело Грузије, његова политика је јасно прозападна. О томе сведоче и оптужбе из Русије да се грузијска територија користи као база чеченских терориста за дејства против Русије. Његов режим су често потресале корупционашке афере, а ниво криминала у земљи је јасно стајао на путу економском развитку земље која је зависила од страних инвестиција.
Грузија, као кавкаска земља, има велики стратешки значај као земља кроз коју би могао проћи алтернативни нафтовод којим би се заобишла Русија у транспорту каспијске нафте ка Европи односно Западу (САД и ЕУ).

### Опозиционе групације
Либерти (Слобода) институт у Грузији основан је 1996. године, а главни иницијатор његовог оснивања било је гашење од државе финансијски независне телевизије Рустави 2. Поред многобројних активности на пољу људских права, борбе против корупције и слободе говора, институт је пружао подршку и подстрекивао настанак студентских парламената из којих ће касније настати КМАРА!. Око 800 студентских активиста је уз помоћ Либерти института обучено за активности у покрету КМАРА!.
На универзитету у Тбилисију је 2000. године формирана студентска организација чији је циљ била борба против корупције на државним универзитетима. Ова студентска група почетком 2003. године уз помоћ и инструкције огранка америчког Либерти(Слобода) института у Грузији постаје покрет КМАРА! (ДОСТА!). Преко Либерти(Слобода) института и Сорошевог Фонда за отворено друштво припадници КМАРА! се повезују са активистима ОТПОР!а који их обучавају и дају им упутства у вези са својим искуствима у активностима борбе против Слободана Милошевића. Поред чланова КМАРА!, контакте са учесницима 5. октобарске револуције остварује и лидер, тада већ, удружене опозиције Михаил Сакашвили.
Некадашњи чланови Шеварднадзеове Грађанске Уније Грузије Михаил Сакашвили (Уједињени национални Покрет), Нина Бурџанадзе (Бурџанадзе-Демократе), Зураб Жванија (Бурџанадзе-Демократе) били су вође опозиције које су на парламентарним изборима у новембру 2003. године стајале насупрот Шеварднадзеу и Абашидзеу, мада нису стајале у заједничкој коалицији.

### Избори
На изборима је победу, према државној изборној комисији, остварио Шеварднадзеов блок. Сакашвили је на основу својих резултата себе и своју странку прогласио победницима и позвао народ да мирним протестима одбрани победу, у том позиву и у потврди његове изборне победе(односно освајања највише места у скупштини) придружили су му се и лидери друге опозиционе групације Бурјанадзе-Демократе (Зураб Жванија и Нина Бурџанадзе).
Његову изборну победу и изборну крађу потврдили су и од државе независни посматрачи.

### Протести
Мирни народни протести који су уследили трајали су две недеље, а у њима су поред лидера опозиције (Сакашвили, Бурјанадзе и Жванија) активно учествовали и активисти покрета КМАРА! и огранак америчке НВО Либерти (Слобода) институт у Грузији. Поред главног града Тбилисија, протести су захватили и веће градове у земљи. Симбол протеста биле су руже којима су Сакашвили и његове присталице приказивале своју одлучност да се ненасилним средствима боре за демократију.
Дана 22. новембра 2003. године у доба када је одржавана конститутивна седница новог сазива скупштине Сакашвилијеве присталице су пробиле милицијски кордон и упале у скупштину. Усред конститутивне седнице у халу су упале присталице опозиције са ружама у рукама и прекинуле заседање, а Шеварнадзе је уз помоћ телохранитеља успео да побегне из сале, а касније и из зграде скупштине. Оружане снаге Грузије одбиле су да интервенишу против демонстраната и спрече њихов продор у скупштину и разбију демонстрације.
Сутрадан су се уз посредовање руског министра спољних послова Игора Иванова састали са Шеварнадзеом Сакашвили и Жванија. На том састанку Шеварнадзе је поднео оставку и предао власт опозицији.

## Белорусија (Заједно за Белорусију + Зубр!)?

### Режим Александра Лукашенка
Александар Лукашенко је на челу Белорусије од 1994. године и својим доласком на власт ставио је тачку на почетак приватизације земље. Данас је у Белорусији скоро цела економија у рукама државе, а на снази су и даље комунистички закони из доба СССР.
Запад(САД и ЕУ) је режим у Белорусији окарактерисао као диктаторски и честе су оцене и протести због кршења људских права и слободе говора. У последње време се за Лукашенка често користи флоскула:„последњи европски диктатор“.
Белорусија се налази на значајном стратешком положају јер кроз њу пролази део гасовода којима руски природни гас стиже на територију ЕУ. Поред тога Белорусија извози војну опрему у земље које су на Западу(САД и ЕУ) означене као Осовина зла, а често поред опреме и обучава војнике тих земаља(Иран, Ирак).
Почетком НАТО агресије на СРЈ Лукашенко је предложио стварање Словенске заједнице коју би чиниле:
- Белорусија
- Русија
- Украјина
- Србија и Црна Гора

### Стање и развој НВО инезависнихмедија
НВО које финансира капитал са Запада(САД и ЕУ) постоје у Белорусији и активно су укључене у борбу за свргавање режима Александра Лукашенка. Запад(САД и ЕУ) је често критиковао режим у Белорусији због прогона и покушаја забране многих НВО.
Медији који су финансијски независни од државе постоје у Белорусији, али су они, као и њихови новинари, спутавани на многе начине.
У августу 2005. године ЕУ је издвојила 8.000.000 евра из свог буџета за потребе заштите људских права у Белорусији.

### Покрет Зубр!
У Белорусији постоји омладински покрет под именом Зубр! базиран на сличним покретима попут ОТПОР!, КМАРА!... који су постојали у неким источноевропским земљама пре демократских револуција које су се у њима касније одиграле.
Покрет је постао познат када су се његове вође 2005. године сусреле у Литванији са америчким државним секретаром Кондолизом Рајс.

### Уједињење опозиције
Опозицију у Белорусији чини велики број странака различитих политичких опредељења, због чега је било тешко створити какав јачи опозициони блок који би могао преотети власт Лукашенку.
Конгрес САД донео је 2004. године одлуку о увођењу санкција Белорусији и о пружању финансијске помоћи опозицији у Белорусији.
На великој опозиционој конвенцији, на којој је било око 900 представника разних политичких странака и фракција, у октобру 2005. године између четворице кандидата за заједничког кандидата опозиције изабран је Александар Милинкијевич.
У предизборној кампањи опозиције учествовале су НВО које финансира Запад(САД и ЕУ), а сам Милинкијевич се током исте сусрео са већим бројем западних(САД и ЕУ) политичара, између осталог и са:
- Ангелом Меркел, канцеларом СР Немачке
- Хавијером Соланом,
- Валдасом Адамкусом, председником Литваније
- Жозе Мануелом Барозом, председником Европске комисије. Током своје кампање Миликијевич је истицао њену сличност са оном коју је у суседној Украјини водио Виктор Јушченко која је на крају довела до демократске револуције у Украјини познатијој као Наранџаста револуција.

### Избори за председника 19. марта 2006.
Пред изборе који су заказани, као последњу поруку својим бирачима и јавности Белорусије, Милинкијевич је најавио да ће избори бити покрадени и позвао своје присталице да се мирним протестима супротставе изборној крађи и изборе за своју победу.
Министар унутрашњих послова Белорусије поновио је да је на снази забрана окупљања и да ће се сви који буду организовали или учествовали на било каквим јавним окупљањима бити ухапшени као терористи.
Лукашенко је више пута поновио да се у Белорусији неће десити никаква обојена или цветна револуција и да ће само народ Белорусије одлучивати о њеној будућности о којој се неће одлучивати на Западу(САД и ЕУ). Пред изборе Лукашенко је истакао да ниједна зграда и државна институције неће бити заузета мирним протестима.